# Todos los días sale el sol
Todos los días sale el sol es el álbum debut de la banda española de rock alternativo Bongo Botrako. Fue producido por Mario Patiño y el líder de la banda Uri Giné, y fue publicado en España el 27 de septiembre de 2010 con Kasba Music. El álbum incluye el éxito más notable de la banda, «Todos los días sale el sol» (también conocido como «Chipirón»), que alcanzó el puesto #12 en la lista española de canciones más vendidas y el puesto #2 en la lista española de canciones más vendidas en iTunes. Todos los días sale el sol también fue publicado más tarde en Francia, Alemania, Reino Unido, Bélgica, Países Bajos, Luxemburgo y Japón.

## Listado de canciones
Todas las canciones escritas y compuestas por Uri Giné, salvo las canciones indicadas. 
| N.º   | Título                       | Duración |  |
| 1.    | «Todos los días sale el sol» | 2:26     |  |
| 2.    | «Llegará la primavera»       | 2:47     |  |
| 3.    | «Gira la vida»               | 2:49     |  |
| 4.    | «Caminante»                  | 3:14     |  |
| 5.    | «Bonobo»                     | 2:33     |  |
| 6.    | «La plaça de la alegría»     | 2:55     |  |
| 7.    | «Libre»                      | 3:18     |  |
| 8.    | «Incívico»                   | 2:53     |  |
| 9.    | «La mancha» (Nacho Pascual)  | 2:56     |  |
| 10.   | «De bar en bar»              | 3:32     |  |
| 11.   | «Tanto con tan poco»         | 3:21     |  |
| 12.   | «One love»                   | 3:32     |  |
| 13.   | «Bastante normal»            | 1:34     |  |
| 37:50 |                              |          |  |

## Créditos
Créditos adaptados del libreto de Todos los días sale el sol.
Bongo Botrako
- Uri Giné – voz, producción
- Nacho Pascual – guitarra
- Xavi Vallverdú – teclado
- David García – bajo
- Gorka Robert – batería, percusión
- Xavi Barrero – trompeta
- Oscar Gómez – saxo

Músicos adicionales
- Rubén Sierra – voz (pista 1)
- Adrià Salas – voz (pista 1)
- Jose Capel – voz (pista 4)
- Leo Fernández – voz (pista 8)
- Meri López – voz (pista 11)
- El Bravo – guitarra (pista 11)
- Romain Renard – acordeón (pistas 6, 7)
- Sergi López – percusión (pistas 6, 11)

Producción
- Mario Patiño – producción, ingeniería de sonido, mezcla
- Edgar Beltri – ingeniería de sonido adicional
- Yves Roussel – masterización

Diseño
- Cristina Pastrana – diseño